# کیویو
کیویو (به اسپانیایی: Kiwyu) یک کوه در پرو است که در Peru, Lima Region, Yauyos Province واقع شده‌است. کیویو ۵٬۰۰۰ متر بالاتر از سطح دریا واقع شده‌است.